# Joaquín Primo de Rivera y Pérez de Acal
Joaquín José Primo de Rivera y Pérez de Acal (Veracruz, Nueva España; 23 de julio de 1734-Maracaibo, Capitanía General de Venezuela; 23 de octubre de 1800), fue un brigadier del Ejército Real y gobernador de Maracaibo.

## Biografía
Sus padres fueron Pedro Patricio Primo de Rivera y Orruitinel, nacido en San Agustín de la Florida (Nueva España) el 1 de marzo de 1680 y Juana Catalina Pérez de Acal, nacida en San Luis de Apalache, en la provincia de Apalache (Florida-Nueva España). Sus abuelos paternos fueron Enrique Primo de Rivera, nacido en Bruselas, Países Bajos Españoles, en 1621 y fallecido en San Agustín de la Florida el 5 de febrero de 1707; y su esposa, matrimonio el 4 de marzo de 1668, María Manuela Benedit Orruitinel, nacida en San Agustín el 30 de enero de 1645.
Su carrera militar comenzó en 1751 como cadete del Batallón Fijo de la Corona en la Plaza de Veracruz a los 16 años. De allí solicitó licencia para trasladarse a España a continuar los Reales Servicios.
Contrajo matrimonio en Algeciras el 28 de septiembre de 1773 con Antonia Eulalia Ortiz de Pinedo y Muñoz, natural de Algeciras.
Sirvió por más de 41 años en diferentes ejércitos y milicias en México, Andalucía, Ceuta, Canarias, Panamá, Buenos Aires, Guinea, Brasil y para finalizar Maracaibo. Además de participar también en el Batallón Fijo de la Corona de Veracruz, en el Real Cuerpo de Artillería y de comandante general en los nuevos establecimientos en la costa de Guinea Española, de los que tomó posesión en 1778 para la Corona española y de esta forma los puso bajo la jurisdicción del nuevo Virreinato del Río de la Plata.
Arribó a Maracaibo en 1786 con el grado de coronel para asumir por real provisión el gobierno político y militar de la provincia. Según certificación del Ayuntamiento de Maracaibo se posesionó del cargo en el año 1787.
Fue un militar con cualidades especiales para el desempeño de funciones administrativas, en efecto, la Corona Española reconoció su eficiencia en cada una de las distinciones de las que fue objeto.
En honor a sus méritos y servicios, el cabildo de Maracaibo en 1792 le otorga un reconocimiento público al distinguirle por su lealtad y fidelidad.
Cuando formalizó su testamento declaró como sus hijos legítimos y herederos a José, Mateo, Antonio, Manuel, Juan, Joaquín, María del Pilar y María de la Concepción Primo de Rivera y Ortiz de Pinedo.